# Voulgézac
Voulgézac is een gemeente in het Franse departement Charente (regio Nouvelle-Aquitaine) en telt 311 inwoners (1999). De plaats maakt deel uit van het arrondissement Angoulême.

## Geografie
De oppervlakte van Voulgézac bedraagt 13,1 km², de bevolkingsdichtheid is 23,7 inwoners per km².
De onderstaande kaart toont de ligging van Voulgézac met de belangrijkste infrastructuur en aangrenzende gemeenten.

## Demografie
Onderstaande figuur toont het verloop van het inwonertal (bron: INSEE-tellingen).

## Externe links

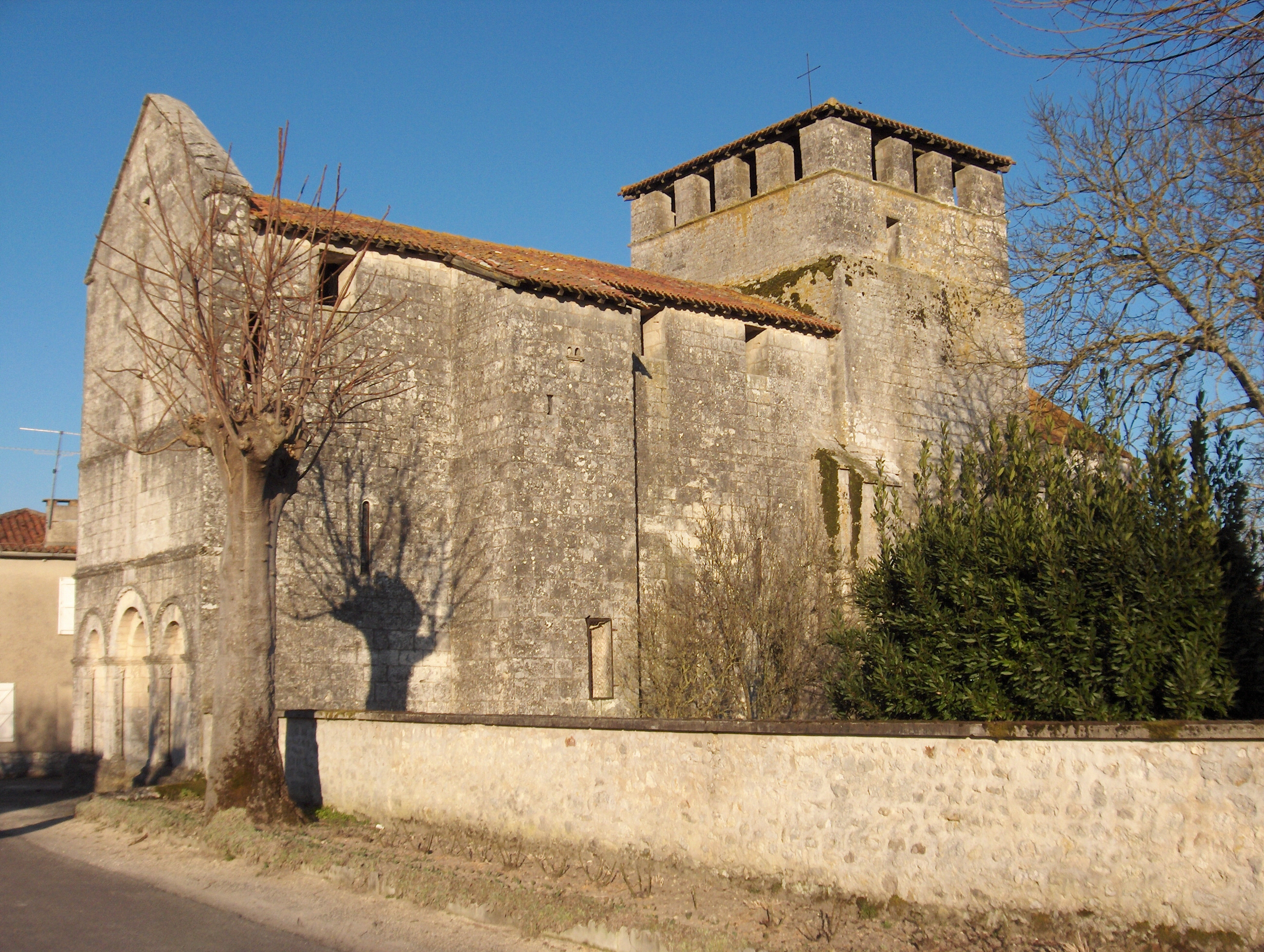
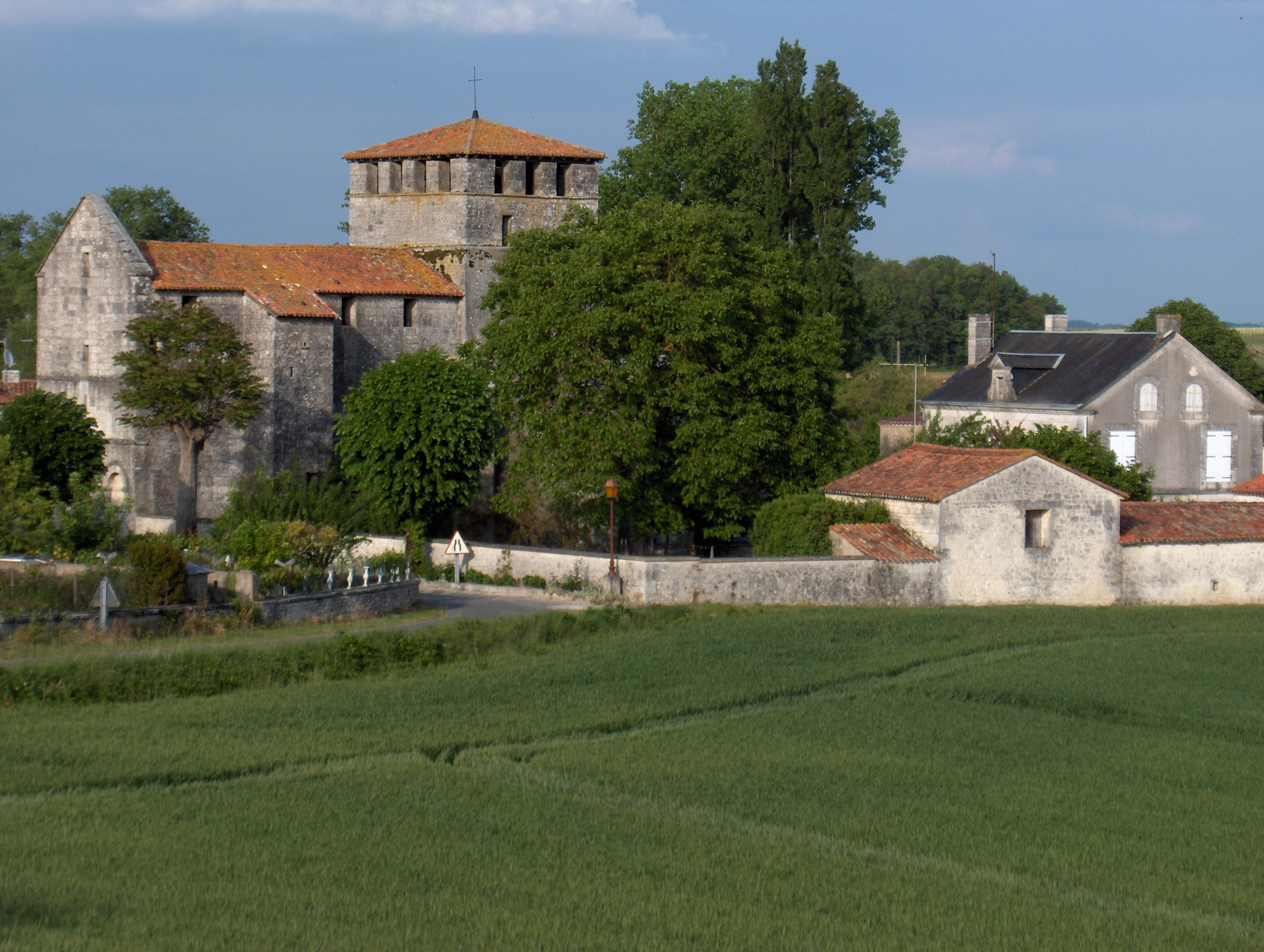
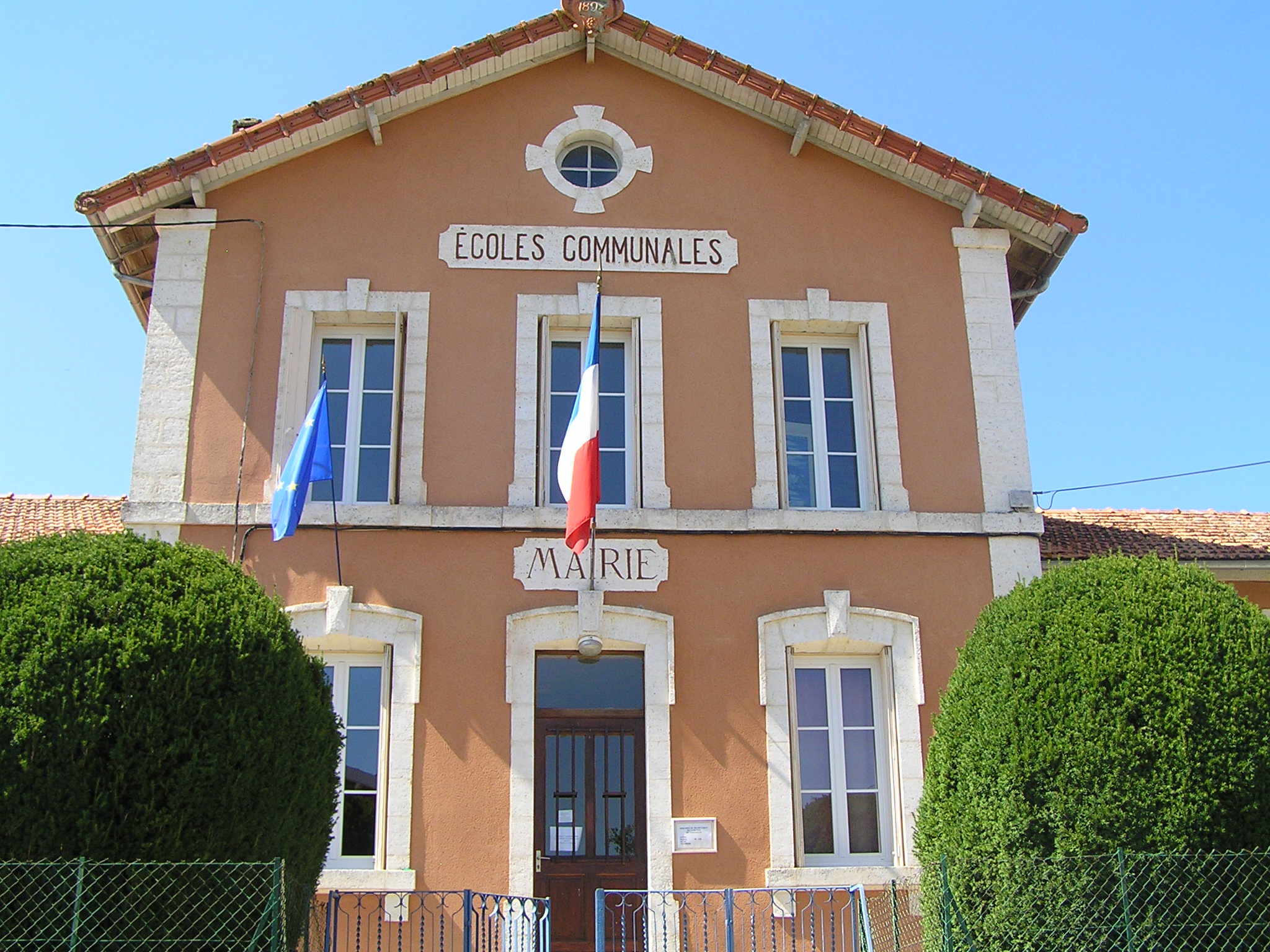
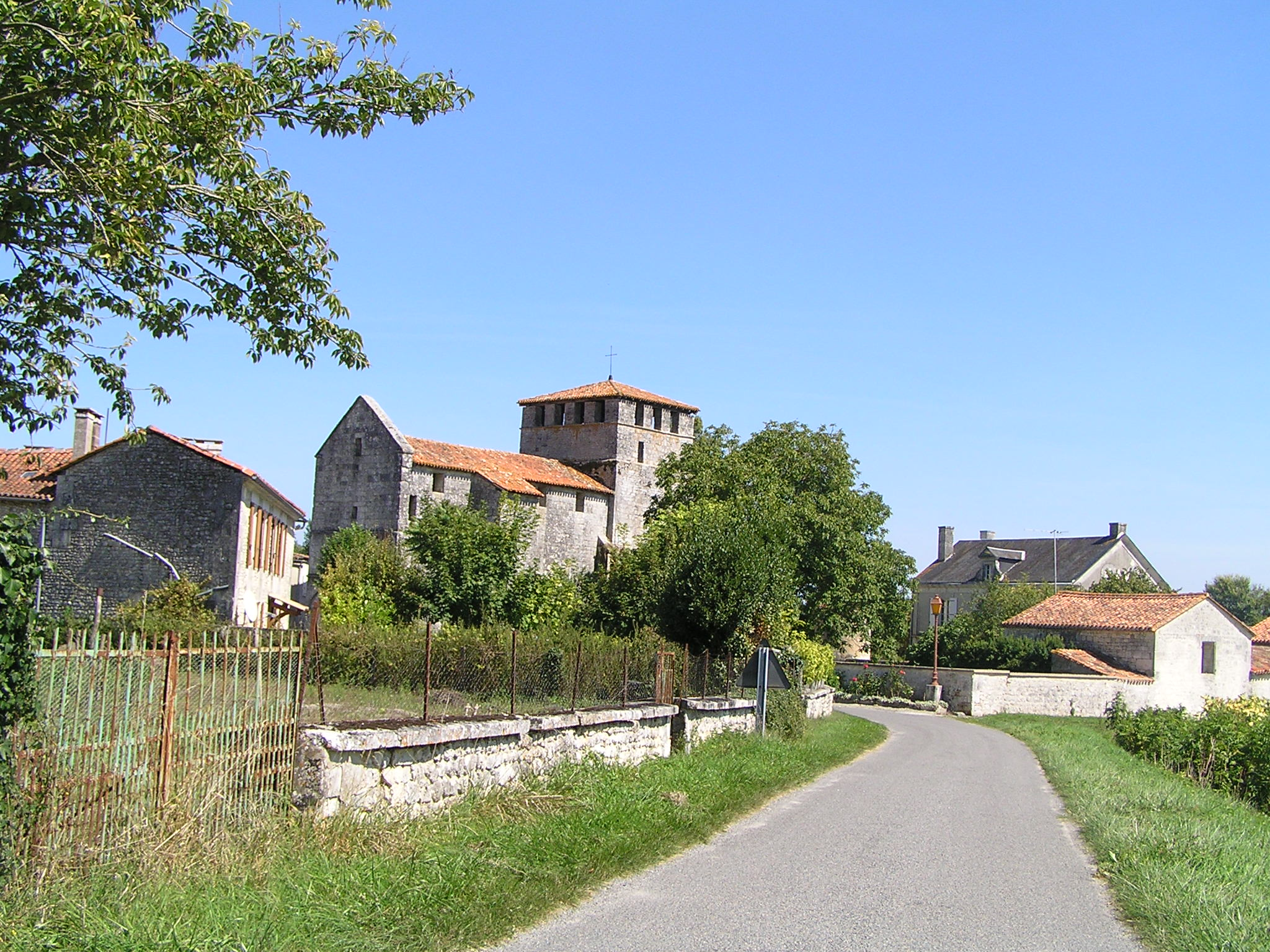